# Armin Görgens
Armin Görgens (* 27. August 1961) ist ein ehemaliger deutscher Fußballspieler.

## Leben
Hauptberuflich ist Armin Görgens bei der Polizei beschäftigt, wo er eine gehobene Stellung im Rhein-Sieg-Kreis besetzt.
In den zwei Jahren beim 1. FC Köln brachte es Armin Görgens auf insgesamt acht Einsätze. Seine Trainer dort waren der ehemalige Nationalspieler Johannes Löhr und "Sir" Georg Keßler, der die Kölner 1986 ins UEFA-Cup-Finale gegen Real Madrid führte, welches jedoch verloren ging. Görgens wurde jedoch in keinen der zwei Finalspielen eingesetzt. Nach einem Jahr beim SC Fortuna Köln in der 2. Bundesliga verschwand er aus dem deutschen Profi-Fußball.
Mittlerweile hatte er sich jedoch, wie auch sein Zwillingsbruder Wolfgang Görgens, als Trainer im Amateur-Bereich einen Namen gemacht und übernahm zur Saison 2010/11 erneut die in die Landesliga abgestiegene Viktoria aus Köln. Da der Club allerdings Insolvenz anmelden musste, konnte er dort nur kurz arbeiten. Anfang 2011 trainierte für ein Spiel den FC Hürth. Im März 2013 wurde bekannt, dass Görgens zur Spielzeit 2013/14 neuer Trainer des Oberligavereins Sportfreunde Troisdorf 05 wurde, und dort die Nachfolge des seit zwölf Jahren amtierenden Mustafa Cansiz antrat. Im Juli 2013 übernahm er schließlich die Sportfreunde mit einem stark veränderten Kader. Ab Januar 2020 trainierte er die erste Mannschaft des TuS Buisdorf.

## Statistik
- 1. Bundesliga
  - 6 Spiele 1. FC Köln

- 2. Bundesliga
  - 27 Spiele Fortuna Köln

- DFB-Pokal
  - 1 Spiel 1. FC Köln

- UEFA-Cup
  - 1 Spiel 1. FC Köln

## Erfolge
- 1986 UEFA-Cup-Finale